# Słajkowo
Słajkowo [pronunciación en polaco: /swai̯ˈkɔvɔ/] (en casubio: Słajkòwò) es un pueblo ubicado en el municipio (gmina) de Choczewo, en el distrito de Wejherowo, voivodato de Pomerania, Polonia. Según el censo de 2011, tiene una población de 93 habitantes.
Está situado aproximadamente a 3 kilómetros al sur de Choczewo, a 27 kilómetros al noroeste de Wejherowo y a 63 kilómetros al noroeste de la capital regional, Gdansk.
Para detalles de la historia de la región, véase Historia de Pomerania.